# 클레반

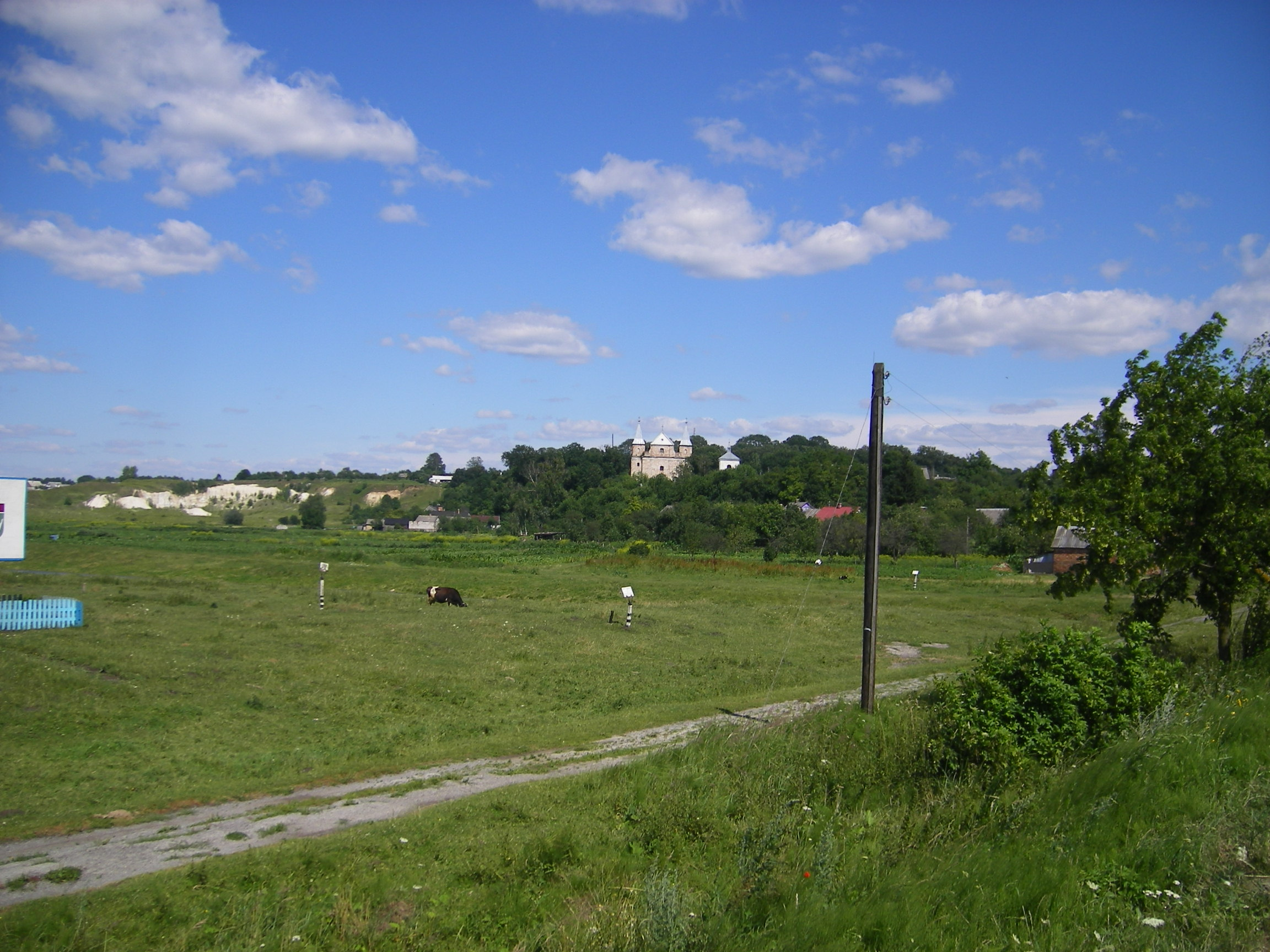
클레반

클레반(우크라이나어: Клевань, 폴란드어: Klewań)은 우크라이나 서부 리우네주 리우네 구에 위치한 도시형 마을로 높이는 218m, 인구는 7,470명(2001년 우크라이나 인구 조사 기준)이다. 스투블라 강(Stubla)과 접하며 T1817, H22 고속도로가 지나간다. 리우네에서 북서쪽으로 28.3km, 루츠크에서 남동쪽으로 50.4km 정도 떨어진 곳에 위치한다.

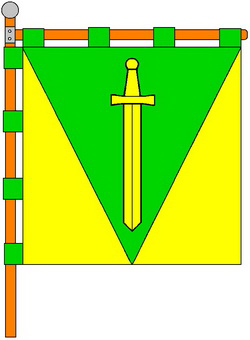
기
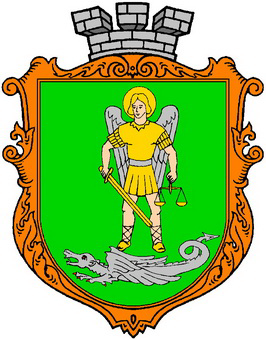
문장

## 역사
12세기 초반 호린 강의 지류 부근에 마을이 형성되었다. 1458년 차르토르스키 가(Czartoryski)가 소유하고 있던 문서에 처음으로 등장했고 1654년 마그데부르크법에 의해 마을 지위를 부여받았다. 클레반을 포함한 이 지역은 역사적으로 볼히니아에 위치한 곳이며 볼히니아에 있는 다른 마을과 마찬가지로 유대인 마을이 있던 곳이다. 1920년 폴란드에 귀속되었으며 1929년 폴란드에서 출판된 가이드북에서는 유대인 1,300명이 거주하고 있다는 기록이 남아 있다.
제2차 세계 대전이 발발한 1939년 소련에 편입되었으며 1940년 도시형 마을로 승격되었다. 1941년 나치 독일에 점령된 뒤에 유대인들이 학살당했고 현지에 있던 시나고그가 화재로 소실되었다. 한때는 폴란드인도 거주했지만 제2차 세계 대전 이후에 전개된 비스와 작전으로 인해 강제 이주당했다. 우크라이나 반란군의 활동 무대이기도 했던 곳이며 1979년 당시의 인구는 8,400명이었다.

## 명소
1475년부터 공사를 시작하여 1561년에 준공된 클레반 성, 1630년에 건설된 수태고지 교회와 종탑, 1777년에 건설된 예수 탄생 교회가 있다. 리우네와 키베르치를 연결하는 철도가 지나가며 주로 목재와 식품 공장으로 운송하는 데에 사용된다. 인근에 있는 철도에는 사랑의 터널이 있다.

## 사진

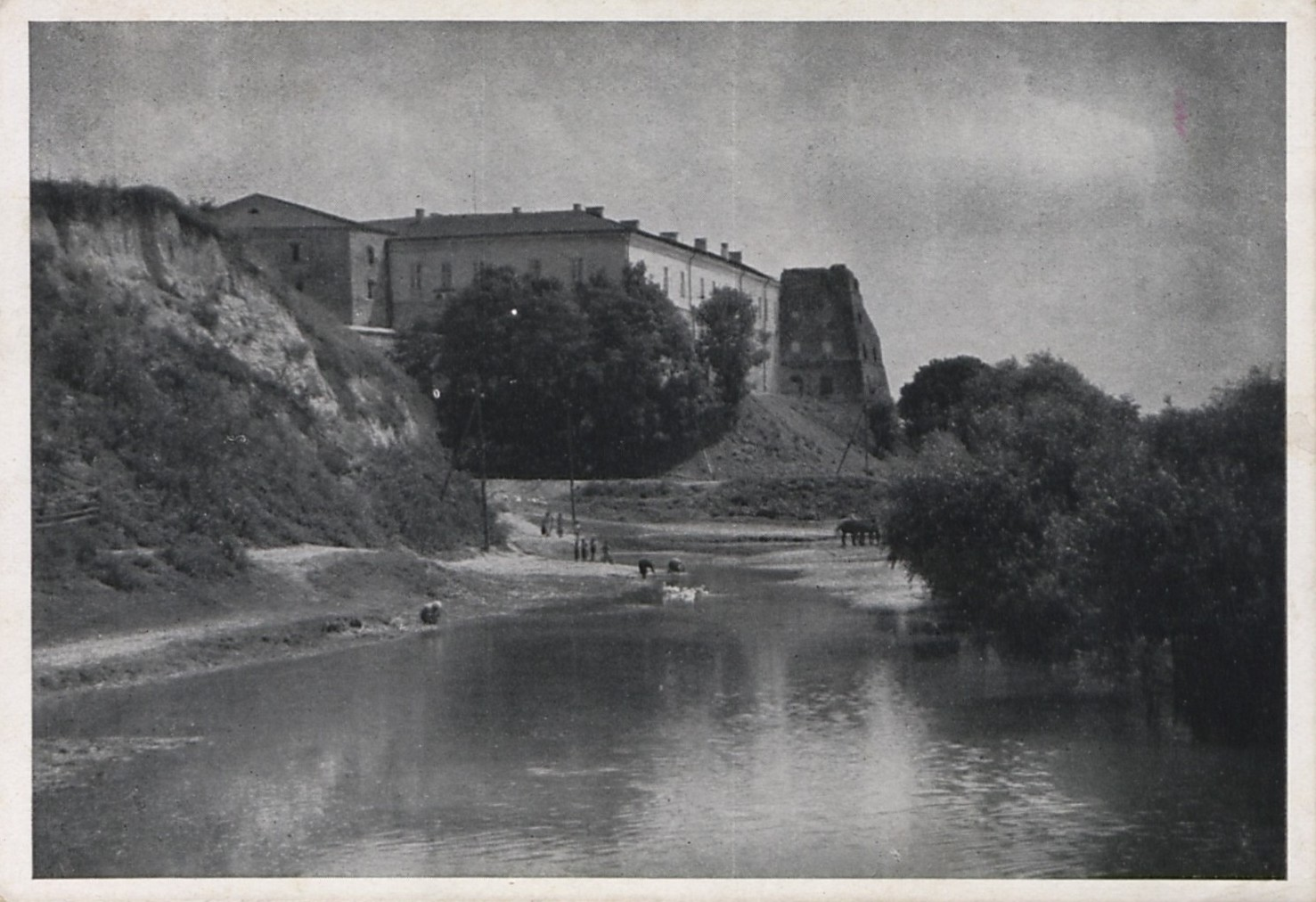
클레반 성
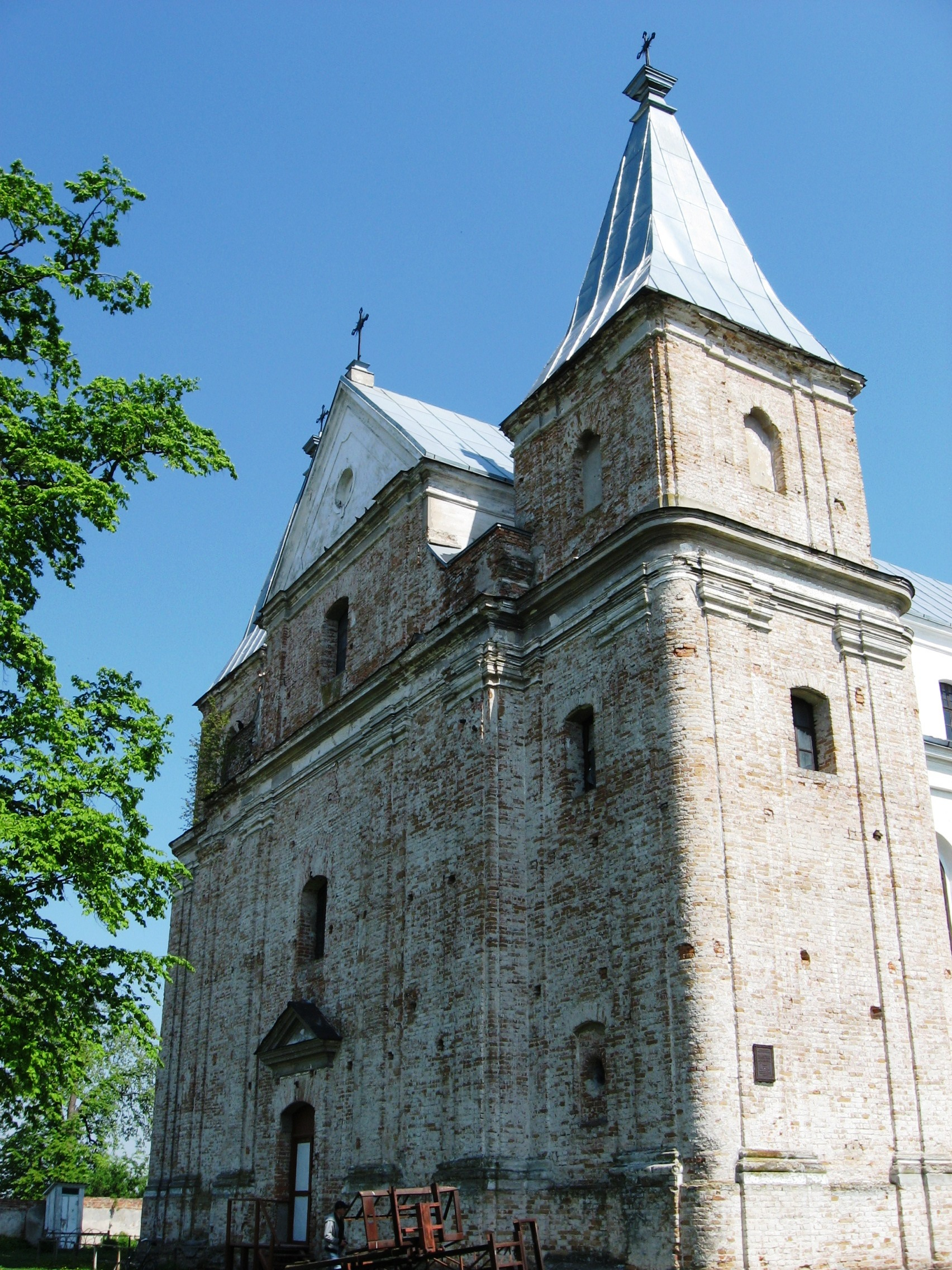
수태고지 교회
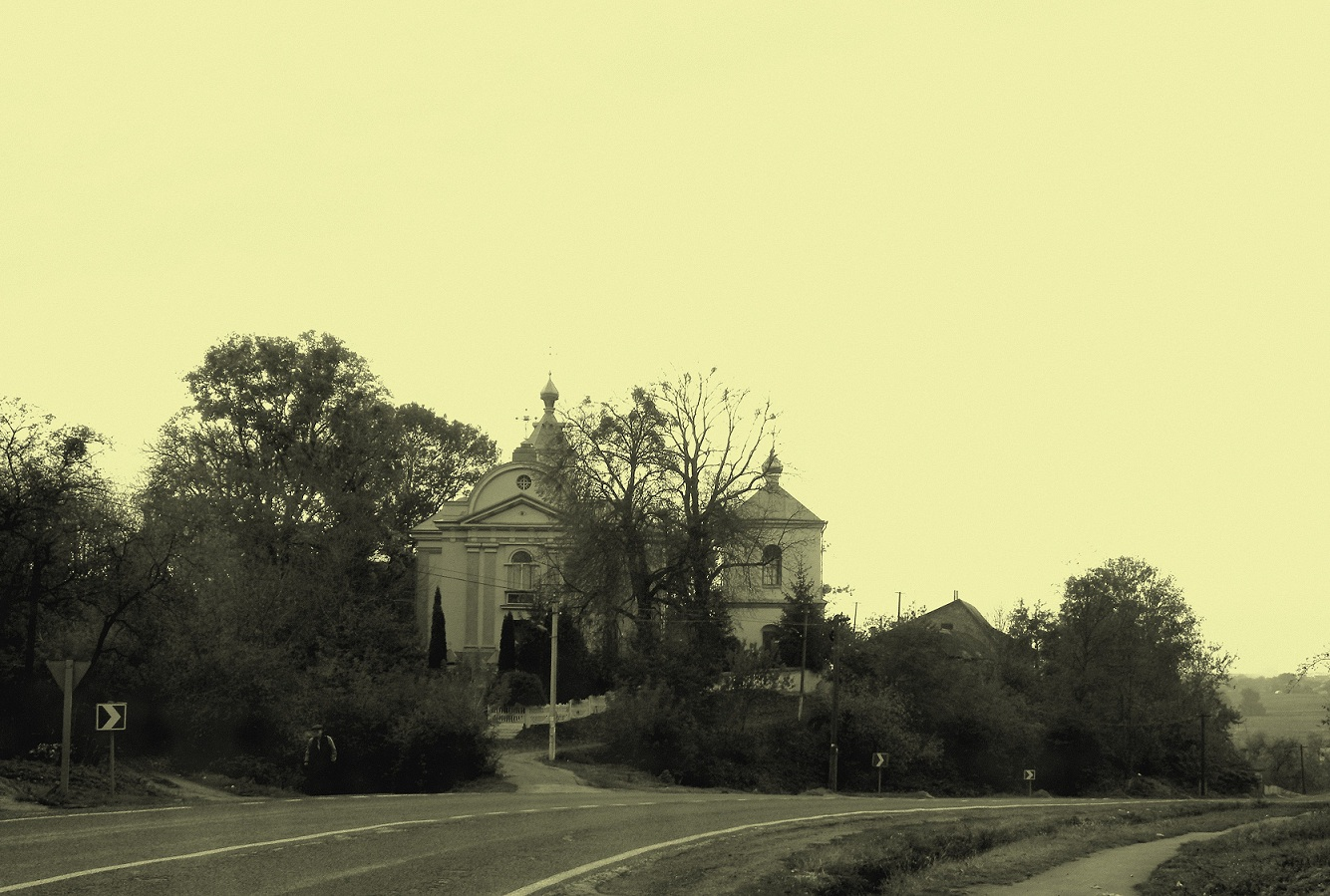
예수 탄생 교회
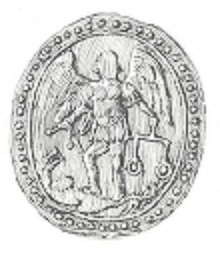
1777년에 사용된 문장